# Frol Mináyev

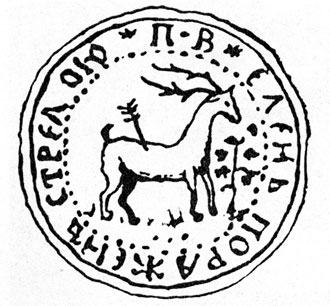
Sello de los cosacos del Don del.

Frol Mináyevich Mináyev (en ruso: Фрол Минаевич Минаев, f. 1700) fue un cosaco del Don, compañero de lucha de Stepán Razin y más tarde atamán y líder de la facción promoscovita de la hueste de cosacos del Don.

## Biografía
Frol Mináyev es mencionado por primera vez en documentos de 1667. Participó en las campañas a Persia y en las del Volga de Stepán Razin. En 1670, Razin envió al Don una hueste de 2 000 hombres bajo el mando de los atamanes Frol Mináyev y Yákov Gavrílov con el botín capturado en Astracán. Poco después Mináyev se pasó al bando de los starshinácosacos del atamán Kornil Yákovlev, contrario a Razin.
En 1675 el atamán Mináyev, con su grupo de los cosacos del Don, se dirigió al Sich de Zaporozhia, desde donde, junto al atamán Iván Serko, planeaba dirigir un ataque contra el Janato de Crimea. Pero al llegar allí han decidido limitar sus acciones a Ucrania. El hetman del margen derecho de Ucrania, Piotr Doroshenko envió un mensaje al Sich, manifestando su derecho de ceder sus símbolos de poder a los zaporogos y jurar fidelidad al zar de Moscú. El 10 de octubre, MInáyev y Serko, se reunieron con él en Chiguirín, donde efectivamente sometió sus poderes y fidelidad a Moscú.
El 9 de febrero de 1680, el zar Teodoro III envió una misiva a Mináyev ordenándole formar parte de la expedición del príncipe boyardo Vasili Golitsin a Kiev. Junto a la misiva le enviaba 10.000 rublos.
Fue enemigo acérrimo de los Viejos creyentes, como se coligue de sus mensajes al príncipe Golitsin, favorito de la regente Sofía Alekséyevna en verano de 1688, en que acusaba de ladrones y causantes de desgracias a los cosacos que vivían en el Jopior y en el Medvéditsa, adscritos a los antiguos ritos.
El 9 de marzo de 1688 el atamán Frol Mináyev recibió una carta del zar, en la que «por el servicio justo y asiduo» se expresaba el agradecimiento del zar Pedro Alekséyevich, y le eran mandados «el subsidio monetario y de pan, vino, paños, pólvora, plomo, tres cañones y cientos de rublos para la construcción de una iglesia con motivo de la ruina y el incendio que ha destruido totalmente Cherkessk» (capital del Ejército del Don).
En 1689, por orden del zar, el atamán Mináyev y cinco sotnias de cosacos tomaron parte en la segunda marcha del ejército ruso liderada por Vasili Golitsin contra el kanato de Crimea. Ese mismo año, el zar enviaba al ejército del Don mecha para los cañones en la stanitsa Zimovskaya, así como un diploma honorario para Mináyev.
En 1695-1696 Mináyev participó activamente en las campañas de Azov de Pedro I, contra el Imperio otomano, consiguiendo entrar en la fortaleza en la primera campaña (1695), pero debieron abandonar el sitio por la falta de refuerzos. Al año siguiente, juntamente con las fuerzas cosacas del margen izquierdo de Ucrania lideradas por el hetman Yákov Lizogub tomaban la fortaleza. 
En 1698 Pedro I dirigía una nueva misiva a Mináyev, juntamente con recompensas en metálico y subsidios, por frenar las incursiones tártaras de Crimea en la Ucrania Rusa y de los habitantes del Kubán a orillas del río del mismo nombre. En 1699 era reconocida su labor contra los secesionistas del Kubán que desde Panshin gorodok (en la orilla izquierda del Don) atacaban a los barcos. Ese año participó en la embajada rusa a Estambul, en la que comandó parte de la flota.
La fama de Frol Mináyev ("Friol Mináyev") como comandante de las tropas cosacas llegó a San Petersburgo al publicarse en tono heroico su participación en las campañas del Azov en el primer periódico del Imperio ruso, Sankt-Peterbúrgskiye Védomosti, iniciado a instancias de Pedro I en 1702. 
En las postrimerías de su vida, Frol se hizo religioso, tomando el nombre de Filareto. Sus hijos mayores, Maksim y Vasili Frólovich ocuparon, en tiempos de Pedro I, un lugar prominente entre los starshiná de la hueste del Don (Maksim fue elegido atamán en 1713 y Vasili fue elegido en 1715 y 1717, y designado por el zar -1718-1723).